# 운산초등학교 (경기)
운산초등학교는 대한민국 경기도 오산시에 있는 공립 초등학교이다.

## 학교 연혁
- 2000년 9월 1일 : 개교